# Departamento de Bomberos de la Ciudad de Nueva York
El Departamento de Bomberos de Nueva York (originalmente y en inglés Fire Department of New York, o abreviado FDNY) es el cuerpo de bomberos oficial de la ciudad de Nueva York, y tiene la responsabilidad de proteger a los ciudadanos y los bienes de los incendios en cinco distritos de la ciudad, proporcionando servicios médicos de emergencia, técnicas de rescate, así como primera respuesta ante riesgos biológicos, químicos, nucleares y radiactivos.
El FDNY tiene aproximadamente 11.600 oficiales y bomberos y unos 3.200 paramédicos, que cubren un ámbito extraordinariamente variado. Además de responder a incendios en cualquier tipo de edificios -incluyendo los rascacielos de Manhattan, deben hacerlo en multitud de puentes y túneles, grandes parques y zonas boscosas, sin olvidar el mayor sistema de metro del mundo. Este cuerpo es apodado "The New York's Bravest" (Los más valientes de Nueva York).
Tiene su sede en 9 MetroTech Center, Downtown Brooklyn.

## Organización
Como la mayoría de los cuerpos de bomberos de Estados Unidos, el FDNY está organizado de forma similar a una unidad militar. El departamento de personal ejecutivo se divide en dos áreas, que incluyen un comisionado civil de bomberos que está a cargo del departamento y un jefe de bomberos que es el jefe operacional.
Operacionalmente y geográficamente, el departamento está organizado en cinco comandancias que corresponden a los cinco distritos de Nueva York. Dentro de estas comandancias existen nueve divisiones, cada una dirigida por un Jefe Adjunto. Dentro de cada división operan de cuatro a siete batallones, dirigidos por un Jefe de Batallón, y generalmente compuestos de unos 180-200 bomberos y oficiales. Cada batallón se compone de cuatro a ocho compañías, dirigidas por un capitán.

## Historia

### Creación

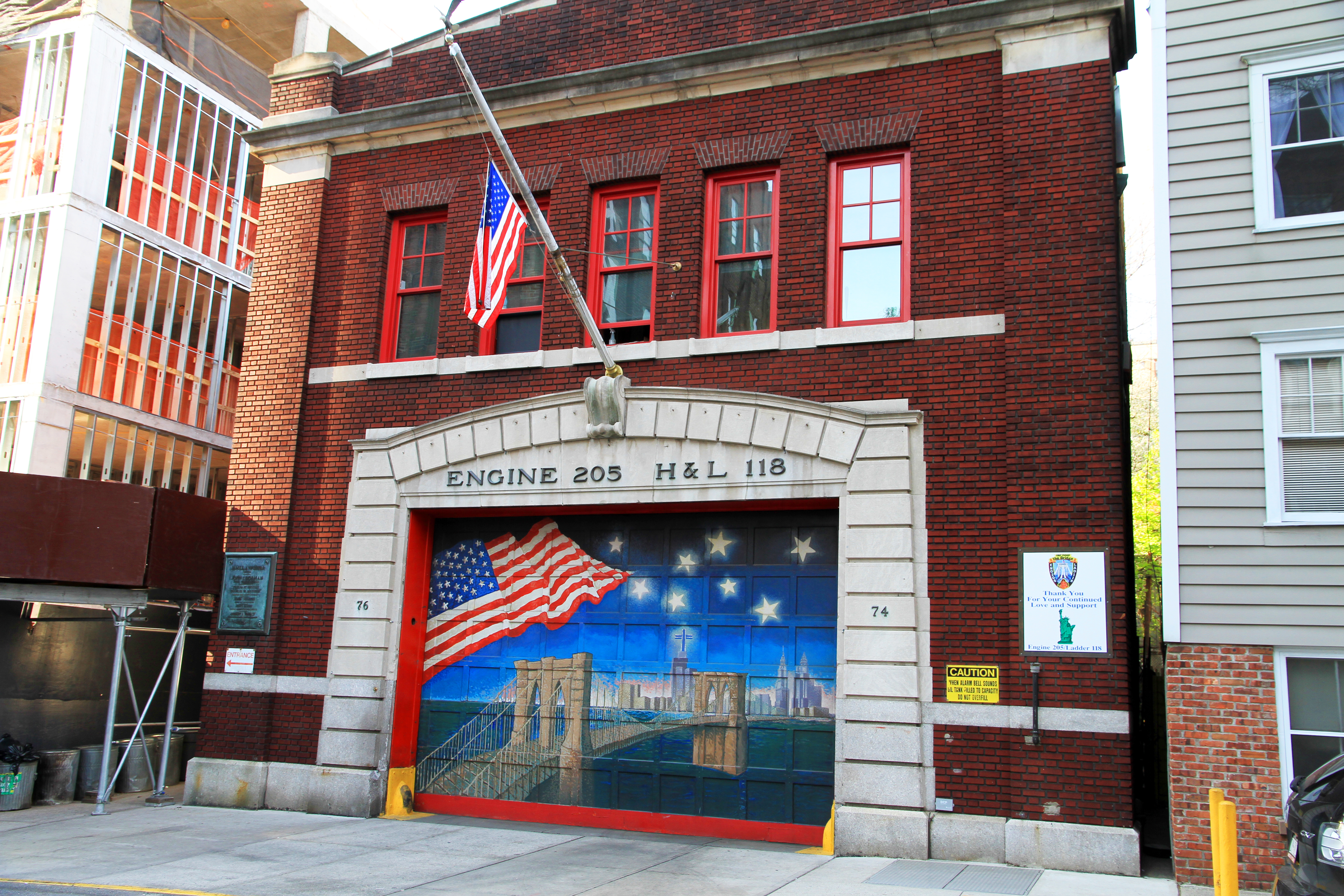
Engine 205

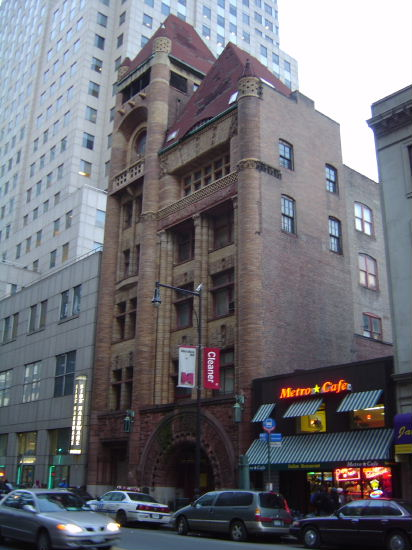
Antiguo Edificio de la Jefatura de bomberos de Brooklyn, cerca de Metrotech Center, antes de su consolidación con la ciudad de Nueva York en 1898. Diseñado por el arquitecto Frank Freeman y construido en 1892.

Los orígenes del Departamento de Bomberos de la ciudad de Nueva York se remontan a 1648, cuando se aprueba la primera ordenanza contra incendios en lo que entonces era el asentamiento holandés de Nueva Ámsterdam. Garfios, escaleras y cubos son financiados a través de la recaudación de multas, y se establecen ocho guarniciones extraídas de la población masculina.
En 1865, el estado aprobó la Ley para crear el Distrito Metropolitano de Bomberos y el Departamento de Bomberos Metropolitano (MFD). El MFD existió hasta 1870, cuando la Carta Tweed puso fin al control estatal sobre la ciudad. Como resultado, se creó una nueva Junta de Comisionados de Bomberos, y se estableció, en 1898, el Departamento de Bomberos de la Ciudad de Nueva York (FDNY). El cambio supuso la eliminación de algunos grupos de voluntarios, lo que ocasionó una profunda decepción en el colectivo.
A pesar de esta decepción, los voluntarios continuaron en sus funciones hasta ser relevados por unidades profesionales. Con la introducción de la máquina de vapor, la necesidad de voluntarios para bombear agua desapareció.

### SigloXX
En 1909, el Departamento de Bomberos recibió su primer coche de bomberos. El 25 de marzo de 1911, un incendio en la Triangle Shirtwaist Co. provocó la muerte de 146 trabajadores, la mayoría de ellos jóvenes mujeres inmigrantes. Más tarde, el mismo año, se constituyó el Colegio de Bomberos para formar a los nuevos bomberos, y en 1912 se creó la Oficina de Prevención de Incendios. La Asociación de Bomberos fue creada en 1919.
En los años 60 aparecen nuevos y revolucionarios métodos para la extinción de incendios, las torres de escaleras, sistemas de agua a presión y el Sistema Superpumper.
En 1982 se incorpora la primera mujer al FDNY, y en 1996 el alcalde Rudolph Giuliani fusiona los servicios de emergencias de la ciudad con el Departamento de Bomberos.

## El 11-S

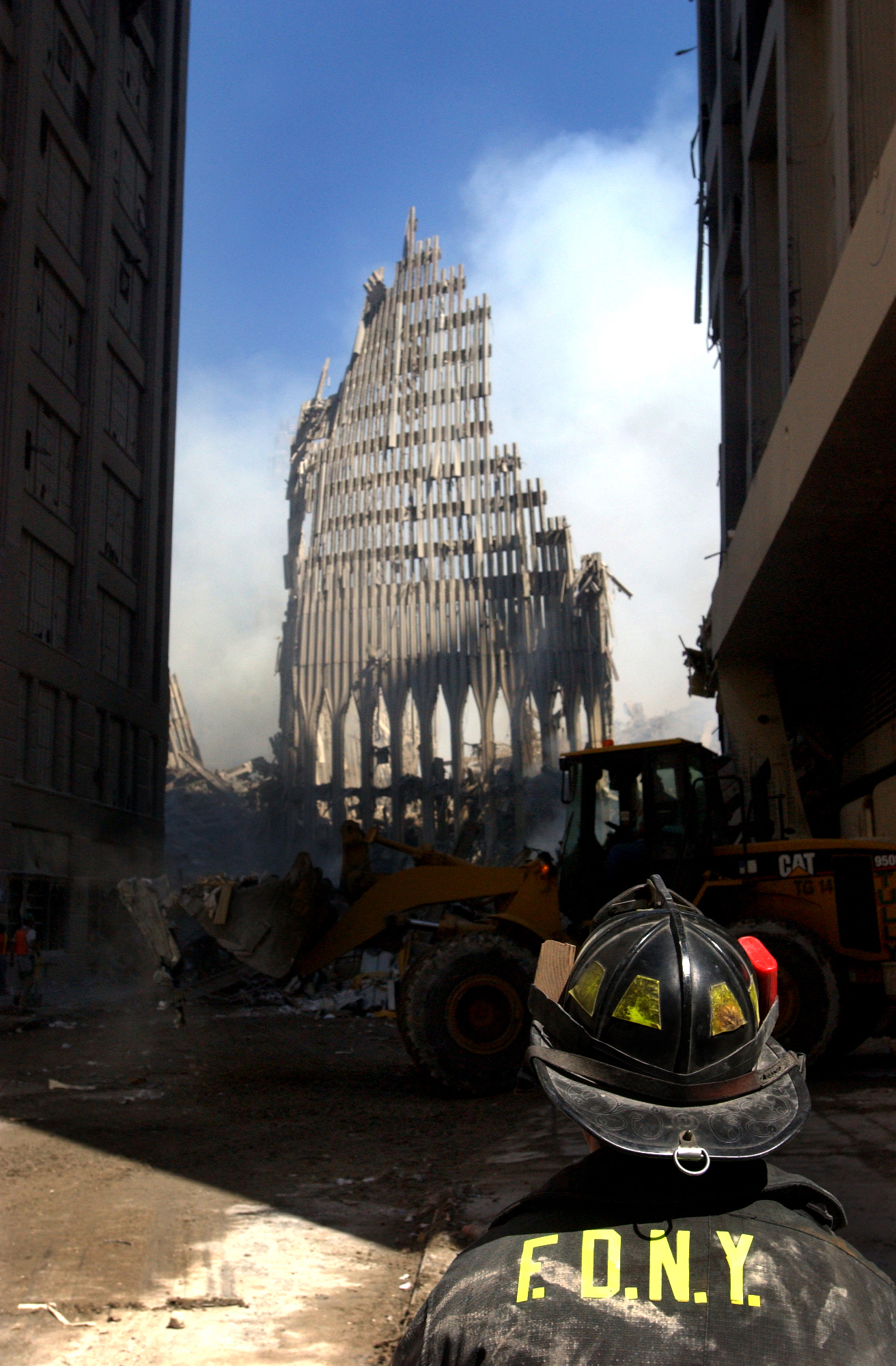
Un bombero observa los restos de una de las torres gemelas del World Trade Center tras su derrumbe a causa de los atentados del 11 de septiembre de 2001.

El 11 de septiembre de 2001, terroristas relacionados con Al Qaeda secuestraron cuatro aviones comerciales de pasajeros y los utilizaron como armas para atacar objetivos en Nueva York y Washington D. C.. Dos aeronaves, el Vuelo 11 de American Airlines y el Vuelo 175 de United Airlines fueron estrelladas por los terroristas contra las torres gemelas del World Trade Center, causando enormes daños tanto durante el impacto, por la inflamación del combustible y, por último, cuando los dos rascacielos se derrumbaron.
Todas las dotaciones de bomberos disponibles fueron desplegadas en el World Trade Center, minutos después de que el primer avión impactara contra la torre norte. Se creó un centro de mando en el vestíbulo de la misma cuando las primeras unidades entraron en el edificio y comenzaron a subir las escaleras. Un centro de mando móvil también fue puesto en marcha fuera, en Vesey Street, pero fue destruido cuando los edificios se derrumbaron. El puesto de mando se organizó en la estación de Greenwich Village. El FDNY había desplegado 200 unidades al lugar, con más de 400 bomberos y paramédicos cuando los edificios se derrumbaron.
Problemas de comunicación por radio con los comandantes causaron la pérdida de contacto con muchos de los bomberos que entraron en los edificios y no pudieron escuchar las órdenes de evacuación. No había prácticamente comunicación con la policía, que tenía helicópteros en el lugar. Cuando las torres se derrumbaron, cientos de bomberos resultaron muertos o atrapados. Trescientos cuarenta y tres bomberos y personal de emergencias perdieron la vida, y muchos otros resultaron heridos.
A partir del 11-S cambió radicalmente la imagen de los bomberos de Nueva York, pasando a ser considerados como héroes y ganándose el apodo de "The New York's Bravest" (Los más valientes de Nueva York).